# Luis Hurtado (actor)
Luis Hurtado Girón (Madrid, 8 de septiembre de 1898 – Ib., 21 de marzo de 1967) fue un actor español de cine, que intervino en veinticuatro películas en su carrera cinematográfica que abarcó desde 1921 hasta 1955, tanto en Italia como posteriormente en España.

## Filmografía completa
- La inaccesible (1921)
- El último húsar (1940)
- El inspector Vargas (1940)
- Los novios (1941)
- Conjura en Florencia (1941)
- El capitán Tormenta (1942)
- Paura d'amare (1942)
- Documento Z-3 (1942)
- Angelo del crepuscolo (1942)
- La casa de la lluvia (1943)
- El león de Damasco (1943)
- L'usuraio (1943)
- Gran premio (1944)
- Retorno (1944)
- Alma canaria (1947)
- La mariposa que voló sobre el mar (1948)
- Doña María la Brava (1948)
- Filigrana (1949)
- La noche del sábado (1950)
- Teatro Apolo (1950)
- La canción de la Malibrán (1951)
- De Madrid al cielo (1952)
- El beso de Judas (1954)
- La otra vida del capitán Contreras (1955)